# Robert Williams (tir à l'arc)
Pour les articles homonymes, voir Robert Williams et Williams.
Robert W. Williams, Jr, né le 24 janvier 1841 dans le comté de Franklin (Pennsylvanie) et mort le 10 décembre 1914 à Washington, D.C., est un archer américain.

## Biographie
Aux Jeux olympiques d'été de 1904 se tenant à Saint-Louis, Robert Williams est sacré champion olympique par équipe avec les Potomac Archers. Il remporte aussi deux médailles d'argent, en double american round et en double york round.